# 元成宗
元成宗铁穆耳（1265年10月15日—1307年2月10日），孛儿只斤氏，中国元朝的第2位皇帝及蒙古帝国的第6位大汗，于公元1294年5月至1307年2月在位，共约13年。元成宗系元世祖忽必烈孙，是世祖太子真金的第三子，他在其父、兄或早逝或推让后被立为储君，并于忽必烈逝世后即位。其去世后，上谥号钦明广孝皇帝，庙号成宗，蒙古語谥号完澤篤皇帝。

## 生平
至元二十二年农历十二月十日（1286年1月5日），皇太子真金去世，元世祖頗為鍾愛真金次子答剌麻八剌，但其在1292年先行去世。至元三十年（1293年）真金三子铁穆耳受皇太子宝，总兵镇守漠北和林。至元三十一年农历正月二十二日（1294年2月18日），元世祖忽必烈去世，被封為晉王的真金長子甘麻剌退讓繼續鎮撫北方，由此铁穆耳得以在其母阔阔真與大臣伯顏等人的支持下，於至元三十一年农历四月十四日（1294年5月10日）在上都大安阁即位，是为元成宗。
铁穆耳即位後停止对外战争，罷征日本、安南，专力整顿国内军政，減免江南部分賦稅。並推行限制诸王势力、新编律令等措施，使社会矛盾暂时缓和。
在位期间基本维持守成局面，但滥增赏赐，入不敷出，国库资财匮乏，「向之所儲，散之殆盡」，中统钞迅速贬值。且曾发兵征讨八百媳妇（在今泰国北部），引起云南、贵州地区动乱。由於其晚年患病，委任皇后卜鲁罕和色目人大臣，朝政日渐衰败。
大德九年六月初五（1305年6月27日），元成宗冊立皇子德寿為皇太子，雖然元成宗有数子，但只有德寿皇太子为伯牙吾·卜鲁罕皇后所生。同年十二月十八日（1306年1月3日），德寿因病去世。德寿去世後，成宗在生前並未再冊立皇太子，導致其后继无人，亦埋下了元朝中期皇位争夺战的隐患。
大德十一年农历正月初八日（1307年2月10日），成宗在大都玉德殿病逝，享年42岁，在位13年。

## 尊谥庙号
大德十一年九月十一日（1307年10月7日），元武宗为铁穆耳上谥号钦明广孝皇帝，庙号成宗，蒙古语称号完澤篤皇帝。
《成宗皇帝谥册文》，内容如下：
嗣皇帝臣某谨再拜稽首言曰：

臣闻称天以诔，表名实之至公；法日而名，庶形容之可拟。维帝王之有谥，盖今古之彝章。钦惟大行皇帝禀上圣之资，抚重熙之运。当裕考龙升之后，承世皇燕翼之谋。武威肃镇于遐荒，文德诞敷于华夏。业业谨盈成之戒，愉愉尽孝敬之诚。罢勤远之兵，边衅弭而苗顽格；遣直指之使，皇泽宣而民瘼除。九族形敦睦之风，万国洽隆平之治。爰酌奉常之仪，用昭告祔之文。谨遣摄太尉某官某奉册宝，上尊谥曰钦明广孝皇帝，庙号成宗。

伏惟睿灵在天，孚鉴逮下，茂膺典册，锡羡邦家。

## 成宗实录
至大元年三月二十日（1308年4月11日），元武宗命翰林国史院纂修《顺宗实录》、《成宗实录》。
皇庆元年十月二十六日（1312年11月25日），翰林学士承旨玉连赤不花等向元仁宗进呈《顺宗实录》、《成宗实录》、《武宗实录》。其中，《成宗实录》包括《成宗皇帝实录》56卷，《事目》10卷，《制诏录》7卷，总计73卷。明朝初年史官修《元史》，参照实录修成《成宗本纪》4卷，《成宗实录》今已失传，其主干内容保存在《成宗本纪》中。
玉连赤不花等《进三朝实录表》，内容如下：
一人御极，聿严金匮之藏；三后在天，实监玉堂之纪。粤若稽古，克底成书。钦惟皇帝陛下孝友慈仁，温文睿哲。统之垂，业之创，念昔继承；功以著，德以彰，在兹纂录。首崇笔削之任，式宏龟鉴之图。臣等职忝禁林，才非良史。系年系月，岂足尽于先朝；作典作谟，庶有征于今日。臣等以所编成《顺宗皇帝实录》一卷，《成宗皇帝实录》五十六卷，《事目》十卷，《制诏录》七卷，《武宗皇帝实录》五十卷，《事目》七卷，《制诏录》三卷，总计一百三十四卷，缮写已毕，谨具进呈。

## 四大汗国重新承认元朝的宗主地位

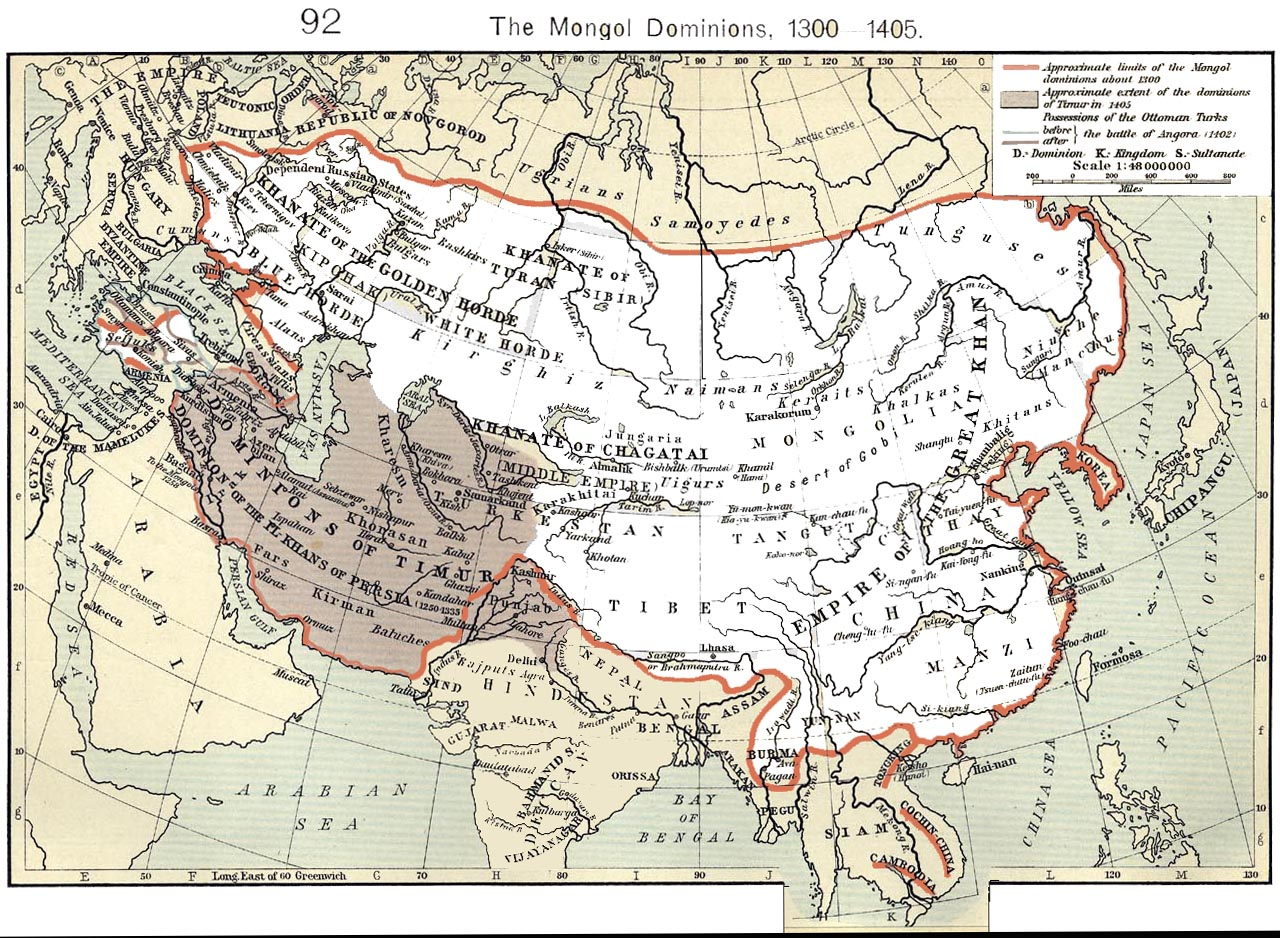
元朝管辖区域和四大汗国疆域圖（1300年）

1260年忽必烈与阿里不哥之間争位，由此蒙古帝国分裂，形成與元朝有所區隔的四大汗国，其中僅有忽必烈弟旭烈兀開創的伊儿汗国自立国之日起就一直承认元朝的宗主地位，而汗國之間亦因为利益因素使彼此之间发生多次战争。到了元成宗時期，元朝與四大汗國和解的契機亦源自於汗國之間的戰爭。
起初钦察汗国的东部藩属术赤长子斡儿答家族白帐汗封地与大汗的直辖地相连，但在窝阔台汗国的海都兴起后，隔断了术赤家族领地与大汗領地及其後繼之元朝的直接联系，与海都接壤的白帐汗系宗王古亦魯克（古出魯克）为争夺汗位投靠海都、笃哇。白帐汗伯颜汗為古亦魯克的競爭对手，曾遣使元朝要求双方联合作战。元朝的军队攻击海都，从谦州深入钦察汗国控制下的亦必儿·失必儿之地（今俄罗斯西伯利亞西部的鄂毕河中游地区）。 
大德五年（1301年）秋，元军出兵与窝阔台汗国的海都和察合台汗国的笃哇聯軍会战，元军先于金山附近的铁坚古山擊败海都，接著笃哇后至和海都會合，促使元军与汗国聯軍再战于合剌合塔山，双方互有胜负，且都受到重创。然而海都、笃哇在会战中负伤，海都于1302年去世。
大德六年（1302年），钦察汗脱脱汗和白帐汗伯颜汗出兵，与元成宗的军队联合进攻笃哇和海都之子察八儿。此后，钦察汗国正式承认元朝名义上的宗主地位，长期与元朝维持友好关系。
1301年的铁坚古山之战对于元与西北宗藩的关系有决定性的影响，1302年海都去世，到了大德七年（1303年），笃哇扶立海都之子察八儿为窝阔台汗。笃哇暗中向元朝驻守在哈剌和林边境的安西王阿难答派出使臣，向元成宗表示臣服，请求元廷罢兵，元成宗同意约和。获得元廷支持后，笃哇与察八儿等前赴聚会，到会诸王一致认识到与元廷进行长达数十年的战争是“自伤祖宗之业”。

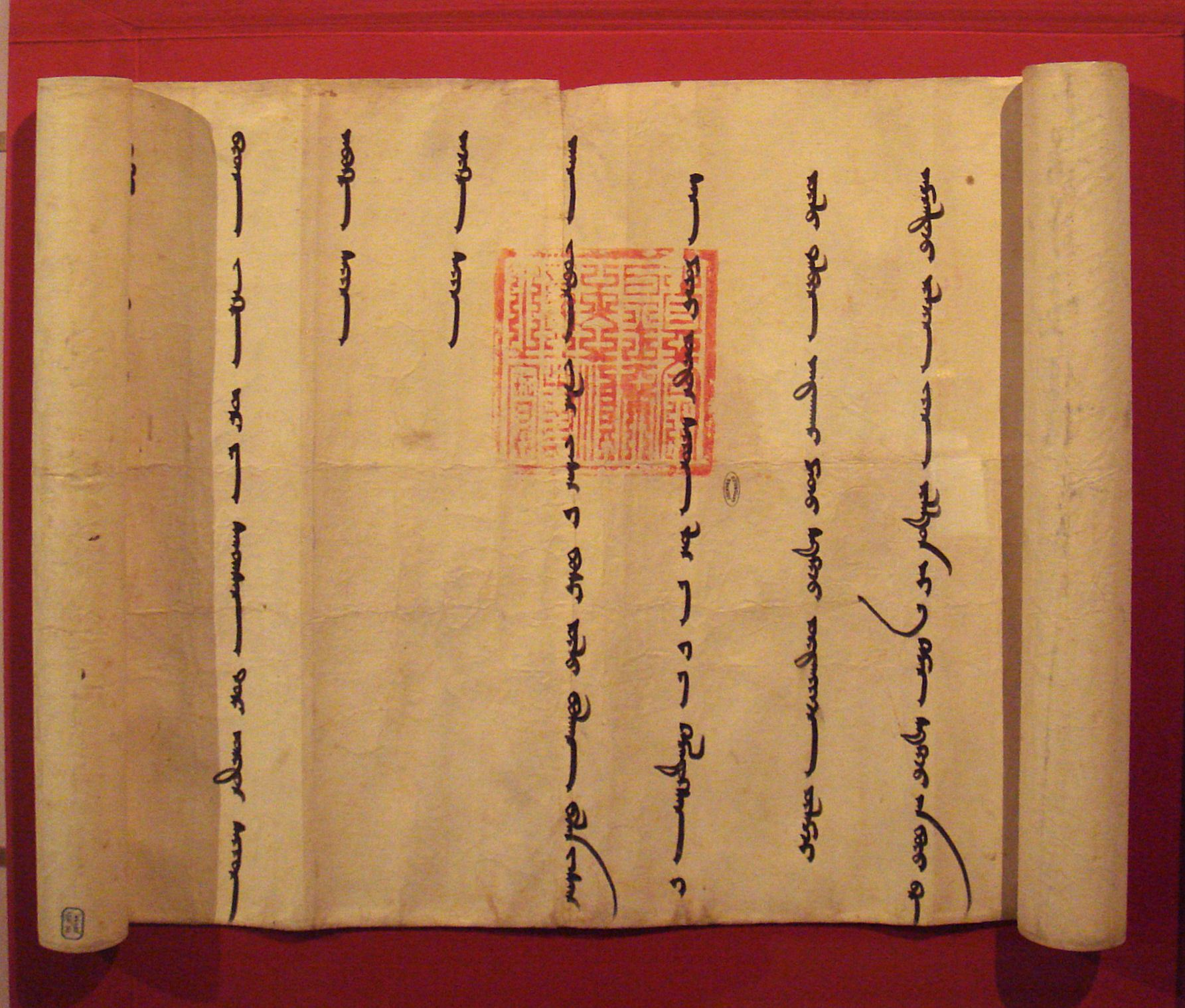
1305年蒙古帝国伊儿汗国君主完者都给法兰西国王腓力四世的信，印章为『真命皇帝和順萬夷之寶』。元成宗赐给伊儿汗国君主的印章有『真命皇帝和順萬夷之寶』和『王府定國理民之寶』，被伊儿汗国当做国玺使用。

大德七年（1303年）秋，笃哇及察八儿的约和使臣到达元廷。元廷与西北诸王达成和议，西北诸王承认元朝名义上的宗主地位，设驿路，开关塞。至此从1260年忽必烈与阿里不哥争位以来，元朝西北边境的战火终于基本平息。
接着他们又联合遣使到伊儿汗国、钦察汗国王庭。大德八年（1304年）秋，伊儿汗完者都在木干草原会见钦察汗脱脱的使臣，西北四大汗国彼此之间的约和也得以完成，元朝在名义上的宗主地位得到四大汗国的正式承认，虽然四大汗国实际上仍然各自为政，且仍有交战。1309年，窩闊台汗國被元朝和察合台汗国瓜分而灭亡。

## 家庭

### 父母
- 父亲：真金太子，1261年被封为燕王，1273年被封为皇太子，1286年去世，1293年元世祖上谥号明孝太子，1294年元成宗追尊真金为皇帝，为真金上廟號裕宗，汉文諡號文惠明孝皇帝。
- 母亲：阔阔真王妃，1294年元成宗登基后尊为皇太后，1300年去世后元成宗上谥号徽仁裕聖皇后

### 兄弟姐妹
- 大哥：甘麻剌，1290年封为梁王，出镇云南，1292年改封晋王，移镇漠北，1302年去世，1324年元泰定帝追尊为皇帝，为甘麻剌上庙号显宗，汉文谥号光圣仁孝皇帝。母亲阔阔真王妃
- 二哥：答剌麻八剌，1286年真金太子去世后，他頗受元世祖的鍾愛，1292年他在世祖仍健在時就因病去世，1307年元武宗追尊为皇帝，为答剌麻八剌上廟號順宗，汉文諡號昭聖衍孝皇帝。母亲阔阔真王妃
- 赵国公主 忽答迭迷失，下嫁阔里吉思
- 鲁国公主 南阿不剌，下嫁蛮子台

### 妻妾
- 失怜答里皇后，去世于1294年成宗登基之前，1310年追谥贞慈静懿皇后
- 卜鲁罕皇后
- 忽帖尼皇后

### 子女
- 儿子：元成宗有四个儿子，但只有德寿皇太子为失怜答里皇后所生。[5]
- 昌国公主 益里海雅，下嫁阿失昌王
- 赵国公主 爱牙迷失，下嫁阔里吉思
- 鲁国公主 普纳，下嫁桑哥不剌

## 影視作品
- 《再生緣》由馬德鐘飾演。

## 相關史料
- 《史集》，蒙古帝国伊儿汗国史學家拉施特撰寫。
- 《大元圣政国朝典章》，简称《元典章》，元英宗在位后期（1322年—1323年）官修政书，收录1234年—1322年元朝各地地方官吏会抄的有关政治、经济、军事、法律等方面的圣旨条画、律令格例以及司法部门所判案例的汇编，分为前集和新集，史實多為《元史》所不載。
- 《大元通制》，1323年元英宗颁布的元朝第二部法律，现存残本收录1234年—1316年元朝官方颁布的关于法律方面的圣旨条画、律令格例以及司法部门所判案例的汇编，史实多为《元史》所不载。
- 《至正条格》，1346年元順帝颁布的元朝第三部法律，现存残本收录1260年—1344年元朝官方颁布的关于法律方面的圣旨条画、律令格例以及司法部门所判案例的汇编，史实多为《元史》所不载。
- 《元史·成宗本紀》 （页面存档备份，存于），明朝官修正史
- 《新元史·成宗本纪》 （页面存档备份，存于），民国私修正史
- 《续资治通鉴》 （页面存档备份，存于），清朝史家毕沅撰写。
- 《元史类编》，清朝史家邵远平撰写。
- 《元史新编》，清朝史家魏源撰写。
- 《元书》，清朝史家曾廉撰写。
- 《蒙兀儿史记》，清末民初史家屠寄撰写。

## 評價
- 明朝官修正史《元史》宋濂等的評價是：“成宗承天下混壹之后，垂拱而治，可谓善于守成者矣。惟其末年，连岁寝疾，凡国家政事，内则决于宫壸，外则委于宰臣；然其不致于废坠者，则以去世祖为未远，成宪具在故也。”[11]
- 明朝官修正史《元史》宋濂等的評價是：“世称元之治以至元、大德为首。……。故终世祖之世，家给人足。……。大德之治，几于至元。”[12]
- 清朝史家邵远平《元史类编》的評價是：“册曰：豢业以治，垂拱用成；中年奋武，启衅南征；末婴寝疾，壼柄廼萌；赖斯贤辅，镇侧弭倾。”[13]
- 清朝史家毕沅《续资治通鉴》的評價是：“帝承世祖混一之后，善于守成；惟末年连岁寝疾，凡国家政事，内则决于宫壼，外则委于宰臣，幸去世祖未远，守其成宪，不至废坠。”[14][15]
- 清朝史家曾廉《元书》的評價是：“论曰：成宗号为能守法度，而为病虐，前星弗耀，牝鸡司晨，而内难作矣。然非成宗之过也，成宗早任合剌合孙，资为羽翼，自古未有贤人在位而乱其国者也。股肱之寄，要在忠良，唐宗之言，信夫！”[16]
- 民国史家屠寄《蒙兀儿史记》的評價是：“始汗为太孙时，好饮无节。忽必烈汗常戒之，不悛。以此受杖者三次，忽必烈汗至命医官监其饮食。有近侍司太孙节沐者，私置酒于盥器，代水以进，忽必烈汗闻之，大怒，谪戍其人远方，杀之于道。汗既登极，深以前事为非，力自节饮。其勇于改过如此。汗仁惠聪睿，承天下混一之后，信用老成，垂拱而治。一革至元中叶以来聚敛之政，冗设之官。约束诸王、妃、主、驸马扰民，禁滥请赏赐。性又谦冲，不好虚誉。群臣、皇后一再请上徽号，卒不允。可谓守成之令主矣。虽晚婴末疾，政出中宫，而举错无大过失。固由委任贤相之效，亦未始非内助之得人也。”[1]
- 民国私修正史《新元史》柯劭忞的評價是：“成宗席前人之业，因其成法而损益之，析薪克荷，帝无使焉。晚年寝疾，不早决计计传位武宗，使易世之后，亲贵相夷，祸延母后。悲夫！以天子之尊，而不能保其妃匹，岂非后世之殷鉴哉。”[17]